# Jan Obłąk
Jan Władysław Obłąk (ur. 26 maja 1913 w Borzęcinie, zm. 16 grudnia 1988 w Olsztynie) – polski duchowny rzymskokatolicki, doktor nauk teologicznych w zakresie historii Kościoła, biskup pomocniczy warmiński w latach 1962–1982 (do 1967 formalnie gnieźnieński), biskup diecezjalny warmiński w latach 1982–1988, w 1988 biskup senior diecezji warmińskiej.

## Życiorys
Szkołę podstawową ukończył w Borzęcinie, miejscu swego urodzenia. Do gimnazjum uczęszczał w Tarnowie, w 1931 złożył egzamin dojrzałości i wstąpił do tarnowskiego seminarium duchownego. 26 czerwca 1936 otrzymał święcenia kapłańskie i rozpoczął pracę duszpasterską. Pracował jako wikariusz w parafii Ciężkowice, następnie w Nowym Sączu i od 1943 jako administrator parafii Lisia Góra. W 1947 został przeniesiony do Dąbrowy Tarnowskiej. Jednocześnie studiował historię Kościoła na Uniwersytecie Jagiellońskim, gdzie 17 sierpnia 1948 uzyskał doktorat teologii z zakresu historii Kościoła.
12 sierpnia 1949 przybył do Olsztyna. 17 października rozpoczął pracę w reaktywowanym po wojnie Wyższym Seminarium Duchownym. Otrzymał stanowisko wicerektora i wykładowcy historii, patrologii i sztuki kościelnej. 26 października 1959 biskup Tomasz Wilczyński mianował go kanonikiem kapituły katedralnej.
20 listopada 1961 został prekonizowany biskupem pomocniczym archidiecezji gnieźnieńskiej i biskupem tytularnym Abbir Maius z zadaniem posługiwania na Warmii. Sakrę biskupią przyjął 1 kwietnia 1962 w katedrze Wniebowzięcia Najświętszej Maryi Panny we Fromborku. Konsekrował go kardynał Stefan Wyszyński, arcybiskup metropolita gnieźnieński i warszawski, któremu asystowali tarnowscy biskupi pomocniczy: Karol Pękala i Michał Blecharczyk. 2 października 1962 został mianowany wikariuszem generalnym diecezji warmińskiej, a 30 listopada prepozytem Warmińskiej Kapituły Katedralnej. W latach 1962–1968 pełnił funkcję rektora Wyższego Seminarium Duchownego w Olsztynie.
Po śmierci biskupa Józefa Drzazgi (12 września 1978) i po przeniesieniu bpa Józefa Glempa na stolicę prymasowską gnieźnieńską i warszawską zarządzał diecezją warmińską jako wikariusz kapitulny. 13 kwietnia 1982 został mianowany przez papieża Jana Pawła II biskupem diecezjalnym diecezji warmińskiej. Uroczysty ingres do prokatedry w Olsztynie odbył 2 maja, a do katedry we Fromborku 30 maja 1982.
Podczas soboru watykańskiego II brał udział w obradach drugiej i czwartej sesji soborowej.
Za popularyzację wiedzy o przeszłości Warmii w 1982 otrzymał godność honorowego członka Polskiego Towarzystwa Historycznego.
Został pochowany w konkatedrze św. Jakuba w Olsztynie.